# Petr Pan: Návrat do Země Nezemě
Petr Pan: Návrat do Země Nezemě nebo jen Návrat do Země Nezemě, anglicky Return to Never Land, je americký animovaný film z roku 2002, jde o jakési volné pokračování (sequel) klasického animovaného snímku Walta Disneye z roku 1953 Petr Pan. Dílo přebírá zejména původní grafickou podobu velké většiny původních postav. Základní děj snímku se odehrává v Londýně v době bitvy o Británii ve 2. světové válce. Grafická podoba kresleného Londýna pak byla následně použita ve snímcích Zvonilka a dalších na ni navazujících filmech ze stejnojmenné filmové série.

## Děj
Hlavní postavou filmu již není dívka Wendy, která zde také vystupuje v roli dospělé maminky dívky Jane a malého syna Daniela. Bydlí společně s manželem Edwardem v Londýně. Tatínek Edward je povolán do armády, obě děti jsou doma pouze s maminkou Wendy. Zažívají hrůzy nacistického bombardování Londýna a velmi se bojí. Maminka Wendy proto malému Danielovi začne vyprávět fiktivní příběhy o Petru Panovi a Zemi Nezemi. Starší dvanáctiletá dcera Jane těmto pohádkám už nevěří, stejně tak jako nevěří na existencí víl. Je tomu tak do té doby, než se zničehonic v jejím pokoji objeví kapitán Hook s částí své pirátské posádky a Jane unese na svůj plachetní koráb, který uprostřed letecké bitvy odplouvá po nebi nezasažen i s dívkou Jane do Země Nezemě. Jane se pak v Zemi Nezemi seznámí s Petrem Panem a jeho kamarádkou vílou Zvonilkou (Zvoněnkou). Jane ale nevěří na víly ani na kouzelný vílí prášek, kapitán Hook se snaží zabít Petra Pana, zajme nakonec i vílu Zvonilku, kterou může zachránit pouze to, pokud Jane začne věřit v existenci víl a kouzelného vílího prášku, naučí se létat a umírající vílu Zvonilku zachrání. Petr Pan nakonec všechno vyřeší sám, obě „dívky“ (vílu Zvonilku i Jane) zachrání, nakonec se setká i s maminkou Wendy.